# Валіко Джугелі
Валіко Джугелі (груз. ვალიკო ანთიმოზის ძე ჯუღელი), або Валентин Констянтинович Джугелі (рос. Валентин Константинович Джугели, 1887—1924) — грузинський політичний і військовий діяч, член Установчих зборів Грузії. Командувач Національної гвардії Грузії.

## Біографія
Напродився 1887 року у Тифлісі. Навчався в Кутаїській класичній гімназії. Брав участь у роботі соціал-демократичних гуртків, у демонстраціях 1904—1905 років.
1912 року закінчив Сухумську гімназію і продовжив навчання в Петербурзькому університеті. У студентські роки працював у більшовицькій фракції Російської соціал-демократичної партії. Влітку 1916 року був заарештований у Тифлісі і ув'язнений в Метехі. Після лютневої революції 1917 року примкнув до меншовицької фракції. Член Виконавчого комітету Ради робітничих та солдатських депутатів Тифлісу та Національної ради Грузії, з 1918 року член Закавказького сейму та парламенту Грузії. З грудня 1917 керував формуванням грузинської Червоної гвардії (з червня 1918 — Народної гвардії). 12 грудня 1917 року гвардійці захопили тифліський арсенал і роззброїли там російських ополченців.
Після проголошення незалежності Грузії обраний членом Генерального штабу Народної гвардії. Номінальним головою штабу був Ное Жорданія, але практично Народну гвардію очолював Валіко Джугелі. Він особисто подав приклад своїм товаришам під час військових дій, брав участь у всіх військових конфліктах Першої республіки, в Осетії, в Абхазії, під Сочі.
У 1919 році був обраний членом Установчих зборів Грузії за списком Соціал-демократичної партії Грузії, членом військової комісії. Під час окупації більшовиками Грузії в 1921 був легко поранений у битві біля Осіаурі (4-6 березня).
У березні 1921 року залишив Грузію разом із урядом Демократичної республіки Грузія. Включився до антирадянської боротьби. В 1922 разом з іншими військовими розробив і представив уряду республіки план збройного повстання в Грузії.
У 1923—1924 роках пройшов навчання у 35-му піхотному полку Французької Республіки.
1924 року нелегально повернувся до Грузії. Спочатку жив у Гурії, потім переїхав до Тифлісу, увійшов до військової комісії Комітету незалежності і очолив підготовку повстання. 6 серпня 1924 року був заарештований ЧК. Після того, як йому пред'явили розроблений ним секретний план повстання, переконаний у неминучій його поразці, спробував покінчити життя самогубством. Зажадав зустрічі зі своїми соратниками, щоб зупинити повстання, також опублікував у газеті «Комуніст» заклик скасувати повстання.
Розстріляний 30 серпня після початку повстання